# Jävla måndag
Jävla måndag är den svenske bluesmusikern Rolf Wikströms tredje studioalbum som soloartist, utgivet på skivbolaget MNW 1978.

## Låtlista
Där inte annat anges är låtarna skrivna av Rolf Wikström.
A
1. "Solidaritet" – 5:21
2. "Jävla måndag" – 3:47 ("Stormy Monday" Billy Eckstine, Bob Crowder, Earl Hines, Rolf Wikström)
3. "Saknaden efter dig" – 4:41
4. "Vad månen är vacker" – 6:05

B
1. "Iskalla morgnar" – 5:53
2. "Du kramar musten ur mig kvinna" – 4:17
3. "Nu förstår jag" – 3:10
4. "En hus vid Sergels torg" – 4:39 (trad., Rolf Wikström)
5. "I samma band" – 2:24

## Medverkande
- Ali Lundbohm – trummor
- Ulf Nordin – tenorsax
- Slim Notini – piano
- Claes Palmkvist – trumpet
- Teddy Walter – bas
- Rolf Wikström – sång, gitarr

### Fotnoter
1. ↑  ”Jävla måndag”. Progg.se. Arkiverad från originalet den 18 augusti 2010. https://web.archive.org/web/20100818211636/http://www.progg.se/band.asp?ID=164&skiva=182. Läst 7 januari 2013.
2. ↑  ”Jävla måndag”. Svensk mediedatabas. http://smdb.kb.se/catalog/search?q=Rolf+Wikstr%C3%B6m+J%C3%A4vla+m%C3%A5ndag&x=0&y=0. Läst 13 januari 2013.